# Castell de Barnwell
El castell de Barnwell és un castell en ruïnes al sud de la ciutat d'Oundle i a l'oest del llogaret de Barnwell, a Northamptonshire. És considerat un monument classificat de Grau I i és un monument planificat.
Es va erigir un castell de mota castral l'any 1132. El castell de pedra va ser construït durant el regnat d'Enric VIII per la família de Berengar Le Moyne. A la Revolució anglesa fou utilitzat pel propietari, sir Edward Montagu, com a arsenal per a la causa reialista. Després de la guerra civil, la família Montagu va construir una gran finca a prop del castell, la Finca de Barnwell.
Nombroses parts del castell segueixen dretes. Té forma quadrilateral, amb torres cilíndriques als escaires nord-est, nord-oest i sud-oest. A la cantonada sud-est hi ha una porta amb una torre a cada costat. Les muralles mesuren fins a 30 peus (9 metres) i tenen un gruix de 12 peus (4 metres).
El castell és de propietat privada i l'accés no hi està permès.